# Blauort

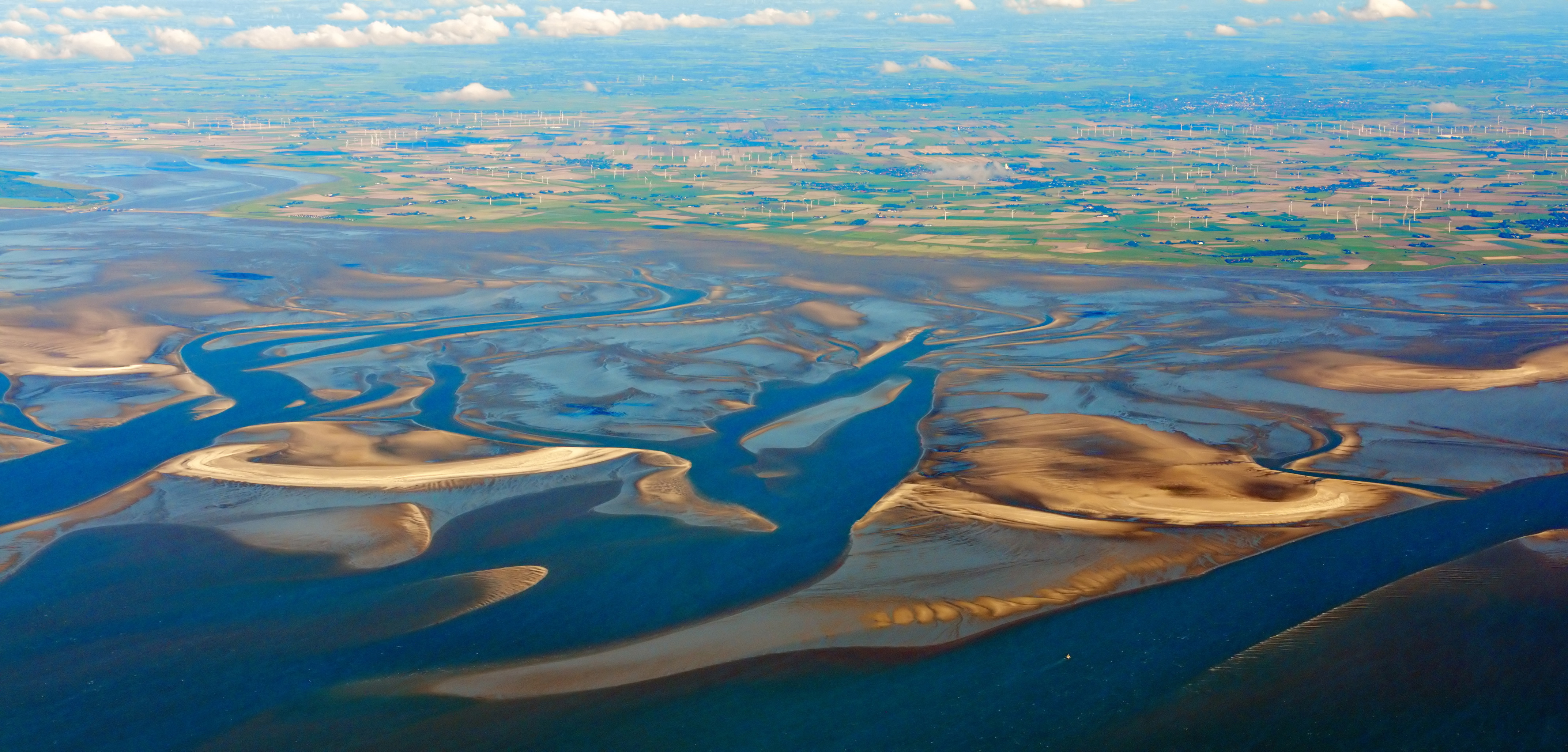
Blauort (rechts vorn); im Hintergrund Dithmarschen

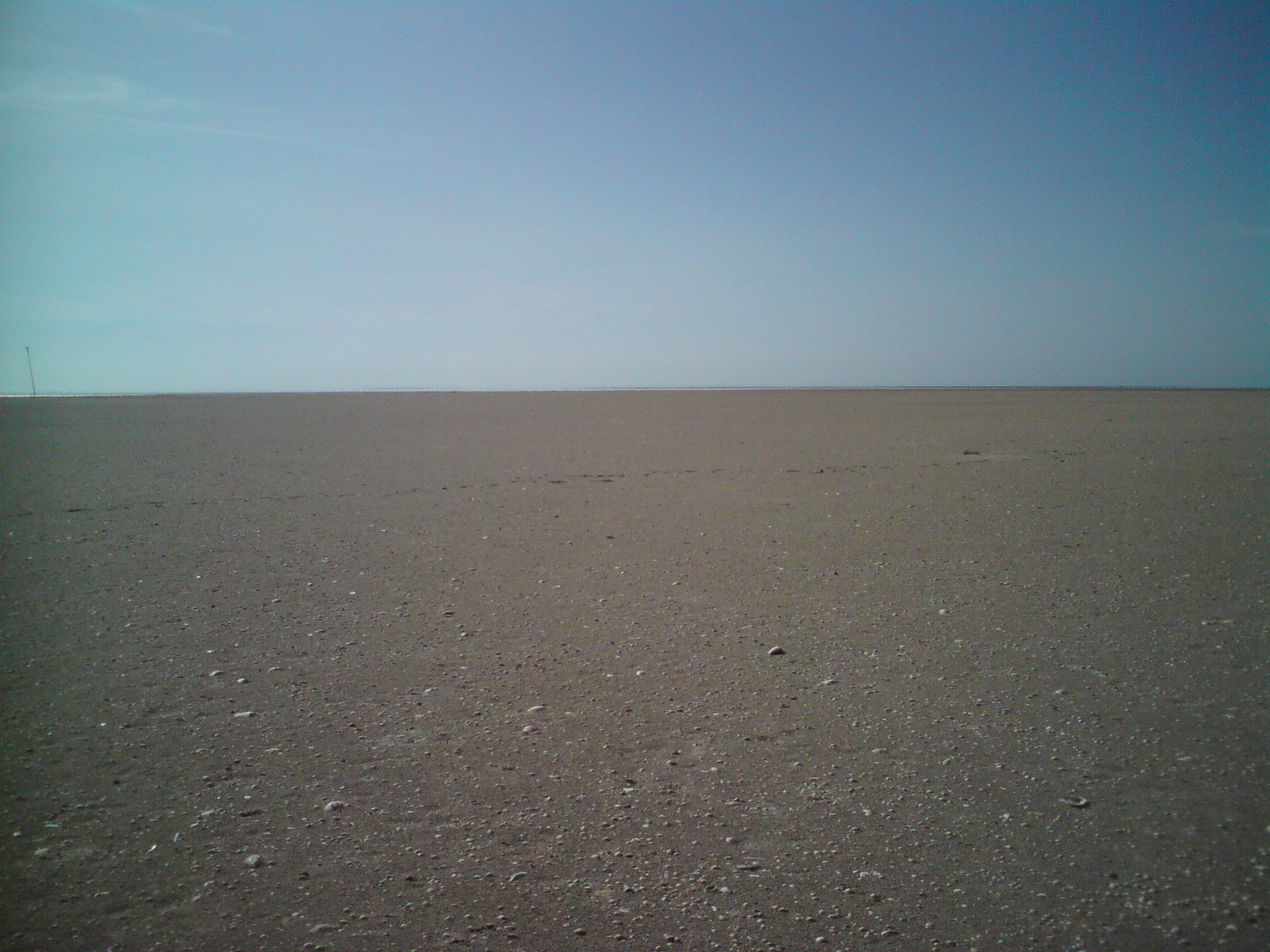
Aufnahme des Hochsands Blauort, Blickrichtung etwa Südwest. Am linken Bildrand ist eine Pricke zu erkennen, die zum Fahrwasser Norderpiep gehört.

Blauort ist ein der deutschen Nordseeküste von Dithmarschen (nahe Büsum) vorgelagerter, unbewohnter Hochsand (Außensand), der etwa 1200 m in Nord-Süd-Richtung und 500 Meter in Ost-West-Richtung misst. Er ist umgeben von der Sandbank Blauortsand, die im Norden vom Priel Wesselburener Loch und im Süden von der Piep begrenzt ist.
Ausgelöst durch die Trichterwirkung der Elbmündung, beträgt der Tidenhub entlang der Dithmarscher Nordseeküste über drei Meter, weshalb hier mit Ausnahme von Trischen keine mit salzwasserempfindlicher Vegetation bewachsenen Inseln, sondern lediglich Sandbänke entstehen können. Der Blauort wandert wie alle unbefestigten Inseln und Hochsände an der Westküste Schleswig-Holsteins stetig ostwärts. Von 1938 bis 1962 bewegte sich der Sand pro Jahr etwa 32 Meter landwärts, zurzeit beträgt die Entfernung zur Küste rund sechs Kilometer. Blauort ragt über das mittlere Tidehochwasser (hier bei 1,83 m ü. NN) hinaus und wird nur bei Spring- oder Sturmfluten vollständig überspült. Es gibt keine Vegetation auf Blauort.
Seit 1985 ist Blauort, das zu den wenigen weitgehend naturbelassenen Lebensräumen an der Küste zählt und von großer Bedeutung für Seevögel und Seehunde ist, Teil der Schutzzone 1 des Nationalparks Schleswig-Holsteinisches Wattenmeer.
Blauort ist durch eine Bake, die Blauortbake, markiert. Die Bake hat an der Spitze ein Kegeltoppzeichen mit Radarreflektor, was die Wahrscheinlichkeit der Radarerkennung erheblich verbessert, weil die Intensität der reflektierten Radarwellen erhöht wird. 
In den Sommermonaten werden geführte Wattwanderungen zum Blauortsand von Büsum und Wesselburen aus angeboten.
Im Januar 2016 strandete ein Pottwal auf Blauort. Er war einer von neun Tieren, die beim größten je vor Schleswig-Holstein registrierten Pottwal-Sterben an der Küste verendeten.
Die Büsumer Schriftstellerin Stefanie Bachstein nannte einen ihrer Gedichtbände Blauort.